# Louis Delluc
Louis Delluc (pronunciación en francés: /dɛlyk/ 14 de octubre de 1890-22 de marzo de 1924) fue un dramaturgo, periodista, crítico literario y director de cine francés.

## Biografía
Delluc nació en 1890 en la localidad francesa de Cadouin y se trasladó muy joven a París junto a su familia. Se dio a conocer por una serie de trabajos periodísticos juveniles sobre cine. 
En 1913 Delluc conoció a Ève Francis, entonces una joven actriz de teatro y cine, iniciando una amistad que culminaría con la boda de ambos en enero de 1918. Fue bajo la insistencia de ella que Delluc apartó la aversión que tenía por las producciones cinematográficas de la época y, en 1916, se enfocó al nuevo medio, el cual definiría el resto de su carrera como crítico y cineasta.
A partir de 1917 se convirtió en uno de los principales analistas teóricos de las primeras películas francesas, y fundó Le Journal du Ciné-club y Cinéa. Tras la Primera Guerra Mundial, apareció una serie de directores franceses agrupados bajo el llamado "impresionismo francés", al cual quedó adscrito Delluc. Concretamente, fue encuadrado en la generación de jóvenes cineastas formada por Marcel L'Herbier, Abel Gance o Germaine Dulac y otros, cuya cabeza teórica era el propio Delluc.

## Cine
Louis Delluc tiene una importancia trascendental en la historia del cine por dos razones, los cineclubs y la fotogenia. Es el creador del cineclub, una asociación cuyo fin es la difusión de la cultura cinematográfica, para lo que organiza la proyección y comentario de determinadas películas. La creación de este tipo de asociación se debió a que Delluc perseguía promover la cultura cinéfila y facilitar la circulación internacional de las producciones cinematográficas. A este respecto, ha de tenerse en cuenta que para operar un cineclub no se necesitan licencias comerciales y se pueden reproducir películas antiguas libremente, lo que permitió a Delluc difundir numerosos filmes a lo largo y ancho de Europa.
En cuanto a la fotogenia, Delluc es más reconocido por su labor teórica que por su cine; sus escritos se reunieron en el libro Fotogenia, en el que definía los elementos constituyentes del cine: máscara, cadencia, escenario y fotogenia. Asimismo, cabe destacar la definición del término "fotogenia" que formuló: "Todo aspecto que no sea sugerido por las imágenes en movimiento no es fotogénico y no pertenece al arte cinematográfico".
En 1924 realizó L'Inondation, su última película. Fue filmada en el Valle del Ródano, en condiciones climáticas muy malas. Allí Delluc contrajo una fuerte neumonía que lo llevó a la muerte en unas pocas semanas.
Aunque en la época de la temprana muerte de Delluc, a la edad de 33 años, su relación personal con Ève se había hecho distante, ella como su viuda se hizo cargo del sustancial legado de los escritos de su marido y supervisó la publicación póstuma de muchos de ellos. En los años cincuenta dio su apoyo a la creciente red de sociedades cinematográficas francesas ("cine-clubs"), un proyecto que Louis Delluc había promulgado por vez primera en la década de 1920.
Ève Francis publicó dos libros propios: Temps héroïques: théâtre, cinéma, con prólogo de Paul Claudel y en el que figura su retrato de Louis Delluc, y Un autre Claudel.

## Filmografía
Únicamente se conservan tres de las siete películas de cine mudo realizadas por Delluc: Fiebre (1921), La mujer de ninguna parte (1922) y  L'Inondation (1924). Las otras obras cinematográficas perdidas de Delluc, de cuyos títulos se tiene constancia, son Fumée noire (1920), Le Silence (1920  Le Chemin d'Ernoa (1921), y Le Tonnerre (1924).

## Legado
En 1936 un grupo de críticos de cine, encabezados por Maurice Bessy, Marcel Idzkowski y Georges Cravenne decidieron crear un premio cinematográfico para recompensar a la mejor película francesa del año y lo llamaron Premio Louis Delluc.